# Pleš, Žužemberk
Pleš este o localitate din comuna Žužemberk, Slovenia, cu o populație de 25 de locuitori.